# آمینوگلوتتیمید
آمینوگلوتتیمید (به انگلیسی: Aminoglutethimide)
رده درمانی: مهارکننده سنتز هورمونهای آدرنال.
اشکال دارویی: قرص

## مکانیسم اثر
مهارکننده آنزیم آروماتاز که در غده فوق کلیوی موجب تبدیل آندروژنها به استروژنها می‌شود.

## موارد مصرف
سندرم کوشینگ و هیپرپلازی آدرنال، سرطانهایی که رشدشان به استروژنها وابسته است مانند سرطان پستان و سرطان پروستات